# Дяватос
Дяватос или Гявато (на гръцки: Διαβατός) е село в Република Гърция, дем Бер, област Централна Македония.

## География
Селото е разположено в областта Урумлък (Румлуки), на 8 km североизточно от Бер, на 25 m надморска височина на десния бряг на канала, образуван от сливането на Вода и Мъгленица.

## История

### В Османската империя
В XIX век Дяватос е село в Османската империя. Вероятно населението в миналото е било българско, към XIX век погърчено. Александър Синве („Les Grecs de l’Empire Ottoman. Etude Statistique et Ethnographique“) в 1878 година пише, че в Диаватос (Diavatos), Камбанийска епархия, живеят 90 гърци.

### В Гърция
През Балканската война в 1912 година в селото влизат гръцки части и след Междусъюзническата в 1913 година Диаватос остава в Гърция.
След Първата световна война в 1922 година в селото са заселени гърци бежанци. В 1928 година Дяватос е смесено местно-бежанско селище с 45 бежански семейства и 176 жители бежанци.
Населението произвежда памук, овошки и малко жито. Броят му се увеличава поради богатата почва и добрата мелиоративна система.
| Година    | 1913 | 1920 | 1928 | 1940 | 1951 | 1961 | 1971 | 1981 | 1991 | 2001 | 2011 | 2021 |
| --------- | ---- | ---- | ---- | ---- | ---- | ---- | ---- | ---- | ---- | ---- | ---- | ---- |
| Население | 237  | 208  | 496  | 739  | 992  | 1144 | 1111 | 1226 | 1315 | 1300 | 1276 | 1096 |

## Личности
Родени в Дяватос
- Георгиос Амниотис (Γεώργιος Αμνιώτης), гръцки андартски деец, десетар в четата на Панайотис Пападзанетеас, а през 1907-1908 година е свръзка на Василиос Ставропулос[4]
- Георгиос Маниопулос (Γεώργιος Μανιόπουλος), гръцки андартски деец, четник при Панайотис Пападзанетеас в Ениджевардарското езеро, по-късно действа с Йоанис Гарезос (Лефас) и Григор Войнов (Аграфиотис)[4]
- Георгиос Теохаропулос (Γεώργιος Θεοχαρόπουλος), гръцки андартски деец, четник при Василиос Ставропулос, отговорник по прехраната в Ениджевардарското езеро[4]
- Стефанос Теохаропулос (Στέφανος Θεοχαρόπουλος), гръцки андартски деец, помощник на Василиос Ставропулос[4]